# Alfarería en la provincia de Pontevedra

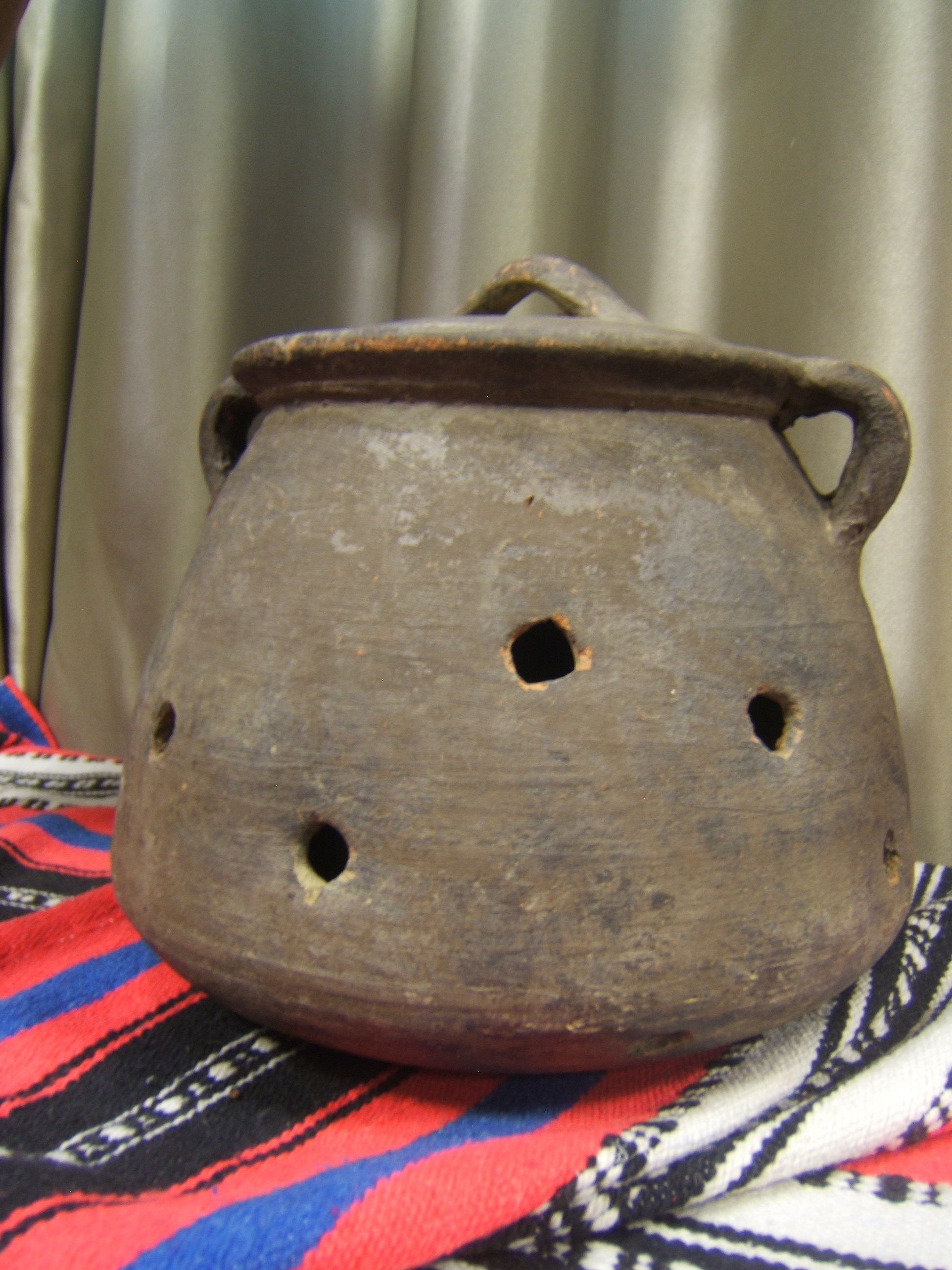
Pucheira para as castañas (castañera, olla castañera, puchero para asar castañas); altura: 20,00 cm. Fabricada en Meder (Salvatierra de Miño, Pontevedra). En esa localidad se instalaron los hermanos José y Manuel Añón Chans, alfareros de Buño Malpica de Bergantiños (La Coruña).

La alfarería en la provincia de Pontevedra (España) fue desarrollada como industria artesanal de tipo familiar de carácter utilitario y funcional, sencilla factura y tecnologías muy primitivas. Se documenta a partir del siglo xviii en los registros del Catastro de Ensenada (1752) y en las Memorias políticas y económicas de Eugenio Larruga (1792); mención que más tarde censarían Sebastián Miñano en el Diccionario geográfico-estadístico de España y Portugal (1826 y 1829) y Pascual Madoz en el Diccionario geográfico-estadístico-histórico (1846-1850).

## Continuidad y centros desaparecidos
Diseminados por el territorio provincial, los alfares de esta provincia, sin acercarse al grado de interés etnográfico ni al volumen de producción de otros focos gallegos como los de Buño, Niñodaguia o Gundivós, en la geografía galaica, han sobrevivido tras un proceso de adaptación.
Permanece comercio cerámico dirigido al turismo o talleres alfareros educacionales en localidades como Salvatierra de Miño, Meder (A Serradela), Porriño, La Guardia o Redondela, con formas tradicionales o nuevas y similitudes con la cerámica lusitana de Barcelos. En Vigo se han instalado algunos ceramistas que organizan cursos de iniciación al oficio alfarero.
A pesar de que desde el último tercio del siglo xx se recuperaría cierto ritmo de actividad alfarera para uso decorativo y el mercado turístico, en esta provincia se perdió esta artesanía en Catoira, Tameiga-Mos, Guillarei (Tuy), Sanguiñedo y Pontevedra capital.